# Sovetsko-Gavansky (huyện)
Huyện Sovetsko-Gavansky (tiếng Nga: Советско-Гаванский райо́н) là một huyện hành chính tự quản (raion), của Vùng Khabarovsk, Nga. Huyện có diện tích 15232 km², dân số thời điểm ngày 1 tháng 1 năm 2000 là 20800 người. Trung tâm của huyện đóng ở Sovetskaya Gavan'.